# 90-es busz (Szeged)
A szegedi 90-es jelzésű autóbusz a Személy pályaudvar és az Újszeged, Gabonakutató között közlekedik. A járatokat a Volánbusz Zrt. üzemelteti.
A járat összehangolt menetrend szerint jár a 90F jelzésű buszjárattal. A járat Szeged külvárosi részeit feltárva összeköti az Odessza lakótelepet, Újszegedet, Felsővárost, Tarjánt, Rókust, Móravárost és Alsóvárost.

## Története
90-es, 90R
A 90-es a Lugas utca – Textilművek között, a 90R Lugas utca – Regionális Halotthamvasztó között járt 1986. április 6-a óta. A kezdetekkor trolipótlónak szánták és az SZKV (Szegedi Közlekedési Vállalat) közlekedette.[forrás?] A járatok a Tisza Volánhoz kerültek 1998. április 1-jétől.[forrás?] A 90R a későbbiekben[mikor?] megszűnt. 2016. június 16-ától a 90-es meghosszabbítva, Újszeged, Gabonakutató végállomásig közlekedik.
90Y
A 90Y járat a Lugas utca és a Alsóváros, Vadkerti tér (a Vadkerti téri forduló ezután került az utasforgalom előtti megnyitására a 83-as járat szempontjából is) között közlekedett 1996-tól 2004-ig. 2004. július 5-étől a 90-es járat útvonalát meghosszabbították a Személypályaudvarig, ezzel együtt a 90Y megszűnt. A megszűnés másik oka a Vadkerti téren lévő rossz átszállási kapcsolatok voltak.
90F
A 90F járat 2004. december 6-ától közlekedik, a korábban megszűnt 22-es, majd a helyére lépő 20Y járat felsővárosi és petőfitelepi nyomvonalát fedi le a Csillag tér után. A 90-es járatok Csillag téri megállóhelyét áthelyezték a Budapesti körútra. A járatot 2016-ban a Vadasparkig rövidítették le, emiatt már nem lehet átszállás nélkül elérni Móravárost Petőfitelepről.
90H
A 90H a 90R járat utóda volt, 2004. július 3-ától megszüntették. Azóta azonban újraindították, a Lugas utca és a Szegedi Ipari Logisztikai Központ között közlekedik. A Lugas utcából 5.15-kor és 21.15-kor, míg a SZILK-től 6.15-kor és 22.15-kor indul.

## Útvonala
| Újszeged, Gabonakutató felé | Személy pályaudvar felé |
| --- | --- |
| Személy pályaudvar vá. – Szent Ferenc utca – Rákóczi utca – Vám tér – Cserepes sor – Katona József utca – Kálvária sugárút – Vásárhelyi Pál utca – Rókusi körút – Makkosházi körút – Budapesti körút – Csillag tér – Szilléri sugárút – Római körút – Bertalan híd – Temesvári körút – Csanádi utca – Vedres utca – Újszeged, Gabonakutató vá. | Újszeged, Gabonakutató vá. – Vedres utca – Csanádi utca – Temesvári körút – Bertalan híd – Római körút – Szilléri sugárút – Csillag tér – Budapesti körút – Makkosházi körút – Rókusi körút – Vásárhelyi Pál utca – Kálvária sugárút – Katona József utca – Cserepes sor – Vám tér – Rákóczi utca – Szent Ferenc utca – Személy pályaudvar vá. |

## Megállóhelyei
| 0  | Személy pályaudvar végállomás                                 | 37 | 1, 2 20, 21, 77 Helyközi buszok személyvonat, IC, gyorsvonat, expresszvonat      |
| 1  | Szent Ferenc utca                                             | 36 | 20, 21, 24, 74, 77                                                               |
| 2  | Rákóczi utca (Vám tér)                                        | 35 | 4 76Y Helyközi buszok                                                            |
| ∫  | Cserepes sor                                                  | 34 | 76                                                                               |
| 3  | Gólya utca                                                    | ∫  |                                                                                  |
| 4  | Kolozsvári tér                                                | ∫  | Helyközi buszok                                                                  |
| 5  | Szél utca                                                     | 33 | 76                                                                               |
| 6  | Hajnal utca                                                   | 32 | 76                                                                               |
| 7  | Alkony utca                                                   | 31 | 76                                                                               |
| 8  | Kálvária tér                                                  | 30 | 3, 3F 36, 77A                                                                    |
| 9  | II. Kórház                                                    | 29 | 3, 3F 36, 77A Helyközi buszok                                                    |
| 10 | Kálvária sugárút (Vásárhelyi Pál utca) (↓) Kenyérgyári út (↑) | 28 | 90F                                                                              |
| 11 | Volánbusz Zrt.                                                | 27 | 7, 7A 90F                                                                        |
| 12 | Csemegi-tó                                                    | 26 | 90F Helyközi buszok                                                              |
| 13 | Vásárhelyi Pál utca (Pulz utca)                               | 25 | 1, 2 5, 9 7F, 64, 67, 67Y, 71, 72, 72A, 75, 78, 78A, 79H, 90F                    |
| 15 | Kisteleki utca                                                | 24 | 2 78, 78A, 90F, 90H                                                              |
| 17 | Rókusi víztorony                                              | 22 | 2 5 78, 78A, 90F, 90H                                                            |
| 18 | Rókusi II. számú Általános Iskola                             | 20 | 2 5 78, 78A, 90F, 90H                                                            |
| 19 | Vértó                                                         | 19 | 2 5, 9 78, 90F, 90H                                                              |
| 21 | Makkosházi körút (↓) Makkosházi körút (Rókusi körút) (↑)      | 18 | 2 5, 8, 9, 19 84, 90F, 90H Helyközi buszok                                       |
| 23 | Agyagos utca                                                  | 16 | 84, 90F, 90H                                                                     |
| 25 | József Attila sugárút (Budapesti körút)                       | 14 | 3, 3F, 4 77, 77A, 77Y, 84, 90F, 90H Helyközi buszok 1374, 1375, 1486, 1515, 1516 |
| 27 | Tarján, víztorony                                             | 12 | 10, 19 77, 77A, 84, 90F, 90H                                                     |
| 29 | Csillag tér (Budapesti körút)                                 | 10 | 9, 10, 19 20, 21, 24, 77, 77A, 84, 90F, 90H                                      |
| 30 | Fecske utca                                                   | 9  | 10 77, 77A, 84                                                                   |
| 31 | Sajka utca (↓) Római körút (Szilléri sugárút) (↑)             | 8  | 10 73, 73Y, 77, 77A, 84 Helyközi buszok                                          |
| 34 | Szent-Györgyi Albert utca                                     | 5  | 32, 71, 71A, 84 Helyközi buszok                                                  |
| 36 | Fő fasor (Temesvári körút)                                    | 4  | 32, 72, 72A, 84                                                                  |
| 37 | Sportcsarnok (Temesvári körút)                                | 2  | 60, 60Y, 67, 67Y, 72, 72A, 84 Helyközi buszok                                    |
| 38 | Csanádi utca                                                  | 1  | 5, 7 84                                                                          |
| 39 | Újszeged, Gabonakutató végállomás                             | 0  | 70, 84 Helyközi buszok                                                           |